# Tolosanius parvus
Tolosanius parvus är en mångfotingart som beskrevs av Carl Graf Attems 1952. Tolosanius parvus ingår i släktet Tolosanius och familjen plattdubbelfotingar. Inga underarter finns listade i Catalogue of Life.